# Трон в крови
«Трон в крови» (яп. 蜘蛛巣城 кумоносу дзё:, дословный перевод — «Замок паучьего логова», 1957) — чёрно-белый японский художественный фильм режиссёра Акиры Куросавы, историко-философская драма по мотивам пьесы Уильяма Шекспира «Макбет». Куросава задумал фильм по этой пьесе ещё в конце 1940-х годов и планировал снимать его после выхода «Расёмона», однако в 1948 году вышел «Макбет» Орсона Уэллса, и Куросава решил отложить постановку на несколько лет. Несмотря на то, что стиль монологов Шекспира был кардинально изменён, а события пьесы из Шотландии перенесены в средневековую Японию, «Трон в крови» считается одной из лучших экранизаций «Макбета».
В сцене гибели Васидзу, где воины расстреливают его из луков, опытные и умелые лучники стреляли настоящими стрелами. Мифунэ взмахивал руками, чтобы показать где будет находиться его корпус, дабы избежать случайного попадания.

## Сюжет
Сильный воин здесь стал из-за женщины слаб…
Действие картины происходит в Японии во время непрекращающейся гражданской войны в период Сэнгоку, длившийся с середины XV по начало XVII века. Два генерала Васидзу Такитоки и Мики Ёсиаке, коменданты первого и второго фортов, подчинённые лорда Судзуки, правителя замка Паутины, после победы над врагами в битве, возвращаются в замок через густой лес. По пути они встречают духа, который предсказывает их будущее. Дух говорит им, что Васидзу будет командующим северного замка, а Мики — комендантом первого форта, а его сын станет правителем замка Паутины, после смерти Васидзу. Дух вскоре исчезает, а генералы продолжают свой путь. Васидзу и Мики скептически относятся к предсказаниям, но, к их удивлению, вечером они сбываются, лорд награждает генералов за победу: Васидзу получает во владение северный замок, а Мики принимает командование первым фортом.
Асадзи — жена Васидзу, подговаривает его убить лорда Судзуки и завладеть замком Паутины. Сам же Васидзу отказывается от этого, так как не хочет предавать своего сюзерена. Также Асадзи предлагает убить Мики, ибо он может предать Васидзу ради своей выгоды. Тем же днем в Северный замок инкогнито посещает Судзуки. Ночью Асадзи все же подбивает своего мужа на предательство и помогает ему убить стражников, а затем и самого лорда. Кунихару, сын Судзуки и придворный советник Нориясу сразу же понимают, что убийцей и предателем является Васидзу, и хотят предупредить Мики, но тот не верит им. Васидзу становится правителем замка Паутины и, чтобы укрепить дружбу, делает сына Мики Ёситэру своим наследником, так как у него с Асадзи своего сына нет. Но после того как Васидзу узнает, что его супруга беременна, решается на убийство друга. Васидзу приглашает Мики и его сына на банкет. Ёситэру, предчувствуя неладное, безуспешно пытается отговорить отца ехать в Замок Паутины. По пути Мики убивает наёмник, но Ёситэру удаётся сбежать обратно в первый форт. Во время банкета Васидзу видит призрак Мики, все гости недоумевают от поведения хозяина, Асадзи оправдывает действия мужа состоянием опьянения. После того как Васидзу узнаёт, что сын Мики выжил, он в гневе убивает наёмника.
Тем временем в замке Паутины начинают расходиться слухи о предательстве Васидзу. Далее генерал узнает, что их с Асадзи ребенок родился мёртвым, Васидзу от мысли, что убийство Мики было бессмысленным, впадает в безумие. Ёситэру и Нориясу вместе с огромным войском направляются на Замок Паутины. Перед предстоящей битвой Васидзу отправляется в лес и просит совета у лесного духа, тот говорит, что ему не суждено проиграть ни одной битвы, пока лес не сойдет с места и не направится на Замок Паутины. Воодушевленный Васидзу произносит речь перед своим войском и говорит о пророчестве, воины разделяют его уверенность. На следующий день Васидзу узнает, что его жена обезумела, у неё начались галлюцинации, ей кажется, что её руки в крови и их никак не отмыть. После армия Васидзу впадает в панику, генерал видит шокирующую картину: в тумане лес начинает направляться на замок Паутины. Испуганный Васидзу пытается призвать войска в атаку, но они не слушают. Обвинив его в предательстве и убийстве лорда, они пускают в Васидзу стрелы, он в муках умирает. Солдаты Ёситэру укрывались под ветками, создавая иллюзию движения леса. Ёситэру становится правителем замка, как и предсказывал лесной дух. Замок Паутины медленно погружается в туман.

## В ролях
| Актёр           | Персонаж         | Параллель в «Макбете»     |
| --------------- | ---------------- | ------------------------- |
| Тосиро Мифунэ   | Васидзу Такитоки | Макбет                    |
| Исудзу Ямада    | Асадзи           | леди Макбет               |
| Минору Тиаки    | Мики Ёсиаке      | Банко                     |
| Тиэко Нанива    | лесной дух       | три ведьмы                |
| Хироси Татикава | лорд Судзуки     | король Дункан             |
| Акира Кубо      | Ёситэру          | Флинс                     |
| Такамару Сасаки | Кунихару         | Малькольм и/или Дональбан |
| Такаси Симура   | Нориясу          | Макдуфф                   |

## Награды и номинации
- Фильм участвовал в основном конкурсе Венецианского кинофестиваля в 1957 году.
- В 1958 году картина была удостоена двух премий «Майнити» — за лучшую мужскую роль (Тосиро Мифунэ) и за лучшую работу художника (Ёсиро Мураки).

## Мнения о фильме
Григорий Козинцев, режиссёр:

…Я видел «Макбета», где не было стихов, Шотландии; вместо ведьм лишь один старичок разматывал вечную нить, однако, на мой взгляд, «Окровавленный трон» японского режиссёра Акиры Куросавы, снятый в 1957 году, — лучший шекспировский фильм. Случилось так, что пластика образа феодальной Японии: крепости-загоны, сбитые из огромных бревен, воинственный ритуал самураев, их доспехи с значками-флагами, заткнутыми за спины, кровавые поединки, подобные танцу, — все это оказалось близким трагической поэзии шекспировских образов. И, разумеется, прежде всего следует говорить о том, что наполнило жизненной силой пластические образы: о силе страсти японских исполнителей, неведомой европейскому театру и кино. Неподвижную маску — лицо Тоширо Мифуне с бешеными раскосыми глазами — забыть, хотя бы раз посмотрев фильм, уже невозможно. В игре актеров не было внешней жизнеподобности, но напряжение мысли и чувств одухотворяло условность. Внутренняя жизнь людей была не только подлинной, но и по-шекспировски мощной…— 